# 寧郷市第七高級中学
寧郷市第七高級中学（ねいきょうしだいしちこうきゅうちゅうがく）は、中華人民共和国湖南省長沙市寧郷市流沙河鎮にある公立の高等学校。略称は寧郷七中。

## 沿革
- 1917年、劉仲師創設の「林山私塾」、1922年に王凌波、張鑄陶、何立前の「林山書院」の流れをくむ旧制中学校「林山学校」を前身とする[2]。
- 1926年、寧郷県第六高等小学に統合。同時に寧郷第五高等小学に改称する[2]。
- 1956年、林山完全小学と改称[2]。
- 1958年、「寧郷県第七初級中学」に改称[2]。
- 1970年、「寧郷県第七高級中学」に改称[2]。

## 象徴
- 校訓「文明、求実、勤奮、進取」
- 校歌「追趕太陽」
- 教風「厳謹、求精、協作、創新」
- 学風「刻苦、求真、主動、競争」

## 著名な出身者
- 戴勝華、湖北省孝感市教育局副局長。
- 何寄華、湖南省核工業地質局局長。
- 胡雪清、湖南省人大法制委弁公室主任。
- 蒋暁明、中国華電集団四川公司党組成員、副社長。
- 胡長生、中国人民解放軍少将。
- 何耀東、元広州軍区少将。
- 陳浩良、中国人民解放軍大校。
- 文石漢、中国人民解放軍大校。
- 喩干沢、中国人民解放軍大校。
- 湯素蘭、作家。
- 羅国陽、イェール大学教授。
- 陳華明、国防科大北斗導航の科学家。

## 画像
- 総合楼。
- 石碑。
- 尊師亭。